# Adunarea Comunității Municipiilor din Provincia Autonomă Kosovo și Metohia
Adunarea Comunității Municipiilor din Provincia Autonomă Kosovo și Metohia (sârbă: Скупштина Заједнице општина Аутономне Покрајине Косово и Метохија / Skupština Zajednice opština Autonomne Pokrajine Kosovo i Metohija) este o asamblare al asocierii guvernelor locale create de autoritățile municipiilor din Kosovo pe 11 mai 2008 fiind alese de Guvernul Serbiei. Comunitatea a fost creată în Kosovska Mitrovița (Nordul Kosovoului), pentru a reprezenta municipiile care sfidează declarația de independență a Republicii Kosovo din 2008.